# Djamila Boupacha
Djamila Boupacha, née le 9 février 1938 à Bologhine (anciennement Saint-Eugène), est une militante du Front de libération nationale algérien (FLN) arrêtée en 1960 pour une tentative d'attentat à Alger. Ses aveux – obtenus par le viol et la torture – donnèrent lieu à un jugement transformé – à l’initiative de Gisèle Halimi et de Simone de Beauvoir – en procès médiatique des méthodes de l'armée française en Algérie française. Djamila Boupacha fut amnistiée dans le cadre des accords d'Évian, et finalement libérée le 21 avril 1962 (ordonnance de non-lieu le 7 mai 1962).

## Biographie
Djamila Boupacha est née le 9 février 1938 à Saint-Eugène, aujourd'hui Bologhine, fille d’Abdelaziz Boupacha et de Zoubida Amarouche. Elle s’engage dès 1953, à 15 ans, en politique en rejoignant l'Union démocratique du manifeste algérien (UDMA) de Ferhat Abbas, puis le Front de libération nationale (FLN) en 1955. Pendant la guerre d'Algérie, elle porte le nom de guerre Khelida.

### Arrestation et incarcération en Algérie
Arrêtée le 10 février 1960 en compagnie de son père, de son frère, de sa sœur Nafissa et de son beau-frère Abdellih Ahmed, elle est accusée d'avoir posé une bombe — désamorcée par les démineurs de l'armée — à la Brasserie des facultés le 27 septembre 1959 à Alger,.
Emprisonnée clandestinement (officiellement, elle n'a été, pendant un mois, incarcérée nulle part), violée, elle subit pendant plus d'un mois de nombreux sévices, infligés par des membres de l'armée française :

« On lui fixa des électrodes au bout des seins avec du papier collant Scotch, puis on les appliqua aux jambes, à l'aine, au sexe, sur le visage. Des coups de poing et des brûlures de cigarettes alternaient avec la torture électrique. Ensuite on suspendit Djamila par un bâton au-dessus d'une baignoire et on l'immergea à plusieurs reprises. »

Son frère réussit à prévenir l'avocate Gisèle Halimi qui décide de prendre son cas en charge en mars 1960. Leur première rencontre se tient à la prison Barberousse le 17 mai 1960. Relatant les tortures auxquelles elle a été soumise, Djamila Boupacha finit par décrire comment les militaires l'ont violée en lui introduisant dans le vagin le manche d’une brosse à dents puis le goulot d’une bouteille de bière :

« Djamila précise : “On m'administra le supplice de la bouteille ; c'est la plus atroce des souffrances ; après m'avoir attachée dans une position spéciale, on m'enfonça dans le ventre le goulot d'une bouteille. Je hurlai et perdis connaissance pendant, je crois, deux jours.” Un témoin dont on connaît le nom et l'adresse l'a vue à Hussein-Dey évanouie, sanglante, trainée par ses geôliers. (Djamila était vierge.) »

D'après Gisèle Halimi, « elle n'avait pas commis d'attentat mais était sur le point d'en commettre un. »

### Campagne médiatique

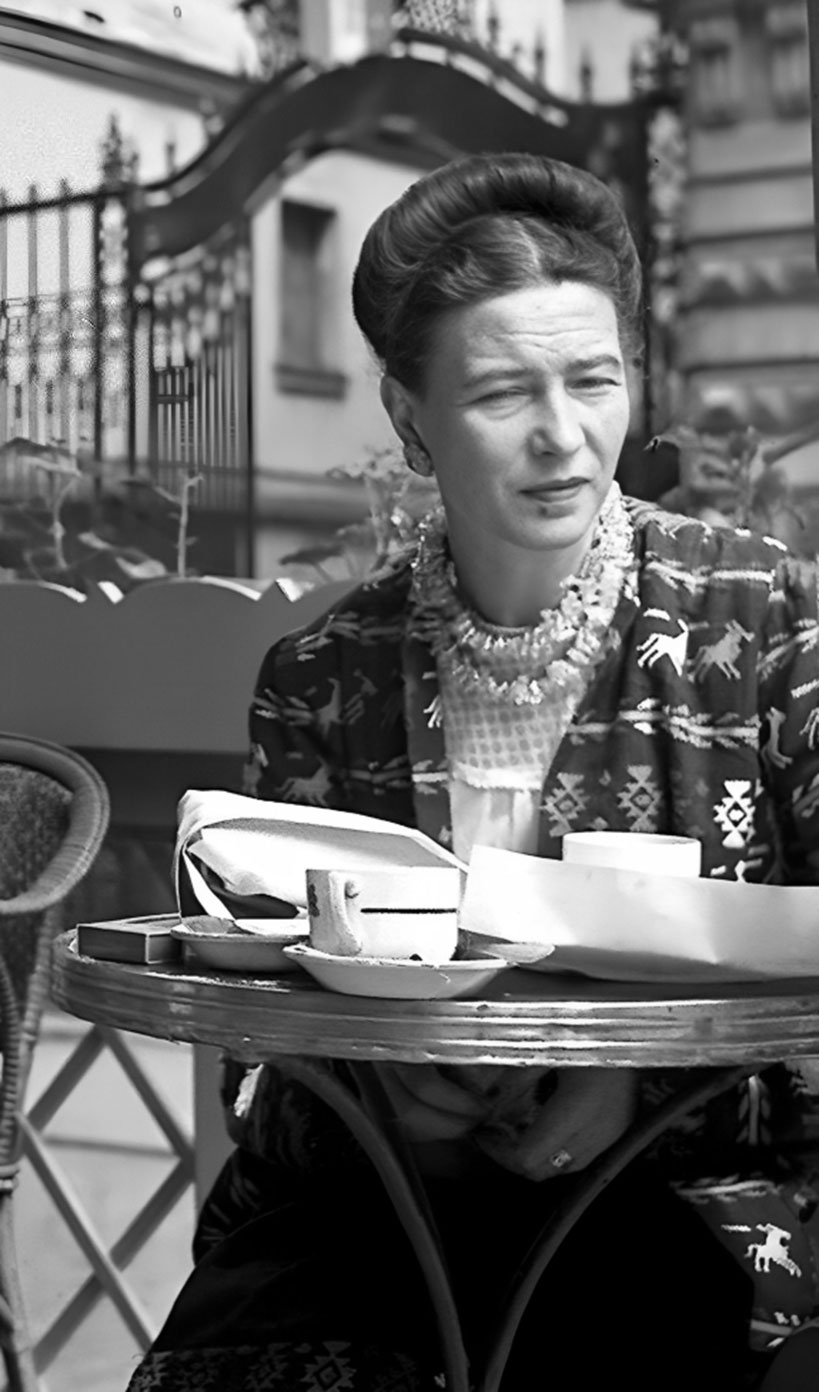
Simone de Beauvoir signa la tribune qui révéla au monde le calvaire de Djamila Boupacha.

À la demande de l'avocate, qui souhaite utiliser l'affaire pour dénoncer les méthodes de l'armée française en Algérie, Simone de Beauvoir rédige une tribune dans les colonnes du journal Le Monde en date du 2 juin 1960 intitulée « Pour Djamila Boupacha » ; le premier ministre Michel Debré fait saisir le journal en Algérie. L'affaire Djamila Boupacha prend une ampleur médiatique et internationale importante lorsque, dans la foulée de la tribune est créé, en juin 1960, un Comité pour Djamila Boupacha présidé par Simone de Beauvoir, et qui comprend parmi ses membres Jean-Paul Sartre, Louis Aragon, Elsa Triolet, Gabriel Marcel, Geneviève de Gaulle-Anthonioz, Aimé Césaire et Germaine Tillion.

### Transfert et jugement en France
À la suite des pressions du comité de soutien constitué pour sa défense et par l'entremise de Simone Veil, alors magistrate, le tribunal d'Alger est dessaisi du dossier au profit de Caen et Djamila Boupacha est transférée par avion militaire en France métropolitaine pour y être jugée ; on craignait en effet qu'elle ne soit abattue dans sa cellule pour mieux étouffer l'affaire. Elle est placée en détention à la prison de Fresnes le 21 juillet 1960, puis à celle de Pau. Pour les faits de torture, Gisèle Halimi poursuit le ministre de la Défense Pierre Messmer ainsi que le général Charles Ailleret, qui commandait alors l'armée française en Algérie, pour forfaiture.

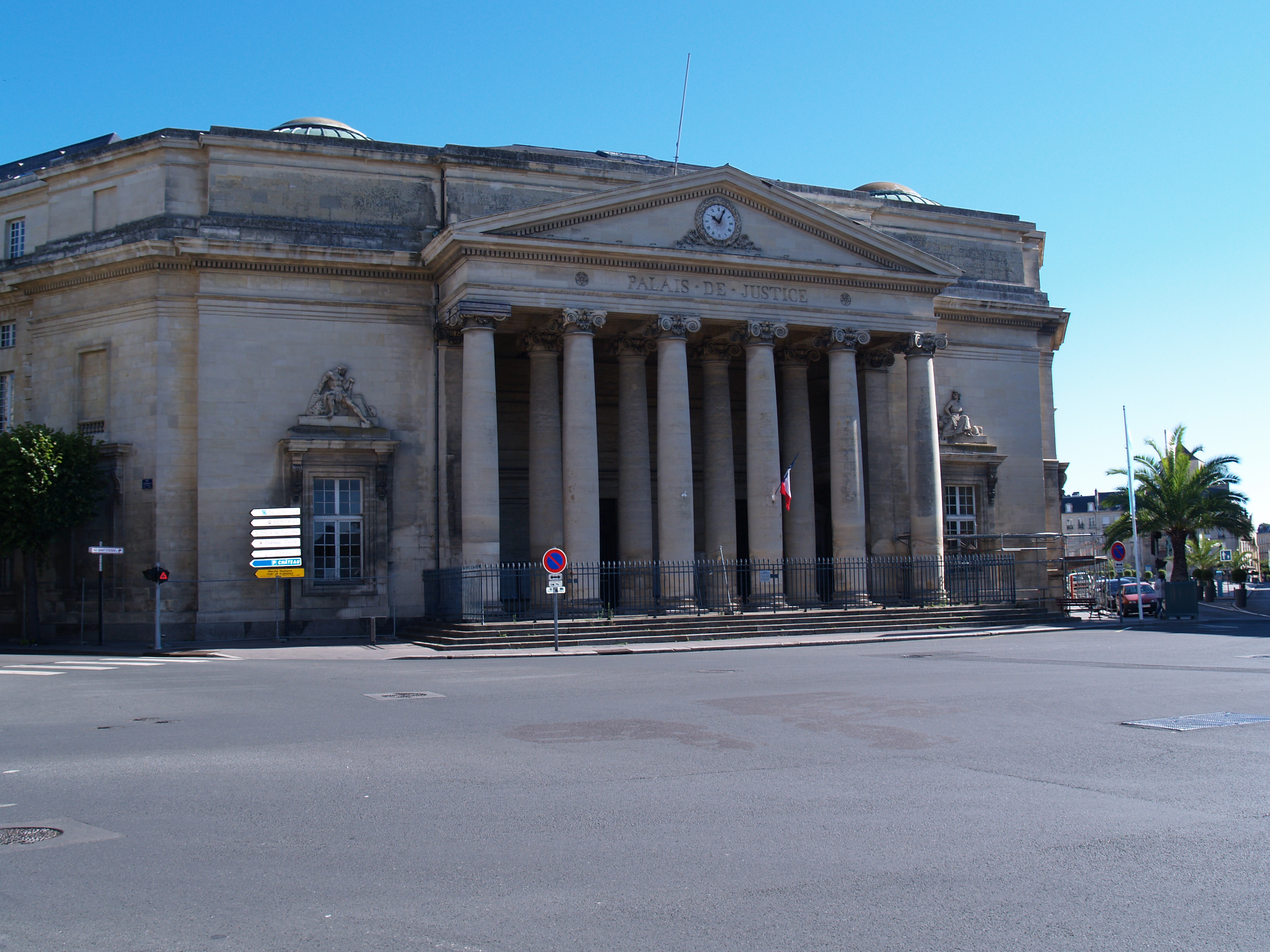
L'ancien palais de justice de Caen où fut jugée Djamila Boupacha.

Djamila Boupacha comparait à Caen, fin juin 1961, dans le cadre de l'instruction de la plainte qu'elle a portée contre ses tortionnaires, au cours de laquelle elle les identifia. En 1962, elle est amnistiée en application des accords d'Évian mettant fin à la guerre d'Algérie et libérée le 21 avril 1962. Réfugiée chez Gisèle Halimi, elle est, d'après Le Monde du 3 mai 1962, séquestrée puis transférée à Alger par la Fédération de France du FLN, qui dénonce « l'opération publicitaire tentée à des fins personnelles » par l'avocate Gisèle Halimi. Le FLN ne pouvait accepter de perdre la main sur l'arme symbolique de premier ordre que constituait la jeune militante.

### Une icône de la lutte progressivement écartée
De fait, Djamila Boupacha devient, par son martyre, un enjeu de mémoire pour les nationalistes algériens, une figure emblématique de la lutte, destinée à être érigée en mythe fondateur de la nation algérienne à construire. Élevée à ce statut d'icône, elle ne devait pas cependant en sortir : du point de vue des dirigeants nationalistes algériens, la violence perpétrée et/ou subie par les femmes ne pouvait « être utile que sur le mode de l’exceptionnalité ». Comme le souligne Christelle Taraud, l'État algérien devenu indépendant utilisa dans l'immédiat après-guerre Djamila Boupacha comme un symbole « propre à asseoir la légitimité symbolique et politique du régime de parti unique mis en place par le FLN ». Progressivement mise de côté, elle disparait de la scène publique, à l'instar de nombreuses militantes nationalistes ayant joué un rôle déterminant dans la libération de leur pays.
Le 15 février 2022, le président Abdelmadjid Tebboune la nomme sénatrice, offre qu'elle décline, l'ancienne moudjahida entendant rester une simple « citoyenne »,.
En septembre 2022, une rue de Stains (Seine-Saint-Denis) est symboliquement et temporairement renommée « rue Djamila Boupacha » dans le cadre d'un projet artistique soutenu par le conseil municipal de la ville. Cette initiative scandalise une partie de l'extrême droite et, le 8 octobre 2022, des militants de l'Action française recouvrent la plaque de la rue Djamila Boupacha par une feuille de papier A4 légendée « rue Sainte-Geneviève ».
Le 8 mars 2023, à l'occasion d'un hommage national rendu à Gisèle Halimi, le président de France Emmanuel Macron rappelle les faits d'humiliation, de torture et de viol infligés par l'armée française à la militante du FLN Djamila Boupacha pendant la guerre d'Algérie.

## Œuvres inspirées de sa vie
Le peintre Pablo Picasso a créé le portrait de Djamila Boupacha qui illustre la couverture du livre que Gisèle Halimi et Simone de Beauvoir publient avec d'autres en 1962 sur la militante FLN.
La même année, le peintre Roberto Matta réalise son Supplice de Djamila. Toujours en 1962, le musicien Luigi Nono (1924-1990) rend hommage à la jeune femme en lui consacrant une pièce vocale de ses Canti di Vita et D'amore, d'une durée d'environ dix minutes, elle est composée pour soprano solo et intitulée Djamila Boupacha.
En 2000, Francesca Solleville interprète Djamila composée par Bernard Joyet sur le disque Grand frère, petit frère. En 2012, Bernard Joyet reprend la chanson dans son disque Autodidacte.

## Décorations
- Djadir de l'ordre du Mérite national d'Algérie.

#### Ouvrages
- Simone de Beauvoir et Gisèle Halimi, Djamila Boupacha, Gallimard, 1962. Témoignages d'Henri Alleg, Mme Maurice Audin, du général de Bollardière, R. P. Chenu, du Dr Jean Dalsace, Jacques Fonlupt-Espéraber, Françoise Mallet-Joris, Daniel Mayer, André Philip, J.‑F. Revel, Jules Roy, Françoise Sagan. Portrait original de Pablo Picasso. Hommage des peintres Lapoujade et Matta (présentation en ligne)
- Françoise Vergès, Le Ventre des femmes : Capitalisme, racialisation, féminisme, Albin Michel, 2017, 240 p. (ISBN 978-2-226-42299-6, lire en ligne), p. 116-121
- (en) Rita Maran, Torture, the role of ideology in the French-Algerian war, Praeger, 1989
- (en) Page Whaley Eager, From Freedom Fighters to Terrorists, Ashgate, 2008, p. 111-114 (ouvrage en ligne)

#### Articles et contributions
- Vanessa Codaccioni, « (Dé)Politisation du genre et des questions sexuelles dans un procès politique en contexte colonial : le viol, le procès et l’affaire Djamila Boupacha (1960-1962) », Nouvelles Questions féministes, vol. 29, no 1,‎ 2010, p. 32-45 (ISSN 0248-4951 et 2297-3850, DOI 10.3917/nqf.291.0032)
- Alyssa Moncef, « Djamila Boupacha, l’une des icônes féminines de la Révolution de Novembre », Memoria, 1er juin 2012 (article en ligne)
- Christelle Taraud, « Le supplice de Djamila Boupacha », L'Histoire, no 371,‎ janvier 2012, p. 64-65
- (en) Philip Agee, « Torture as an Instrument of National Policy : France 1954—1962 » in Social Justice, vol. 17, no 4 (42), hiver 1990, p. 131-138 (extrait en ligne)
- (en) James D. Le Sueur, « Torture and the decolonization of French Algeria: nationalism, 'race' and violence during colonial incarceration », dans Graeme Harper (dir.), Colonial and Post-Colonial Incarceration, Continuum International Publishing Group, 2001 (lire en ligne), p. 161-175

### Filmographie
Téléfilm :
- 2011 : Pour Djamila de Caroline Huppert, avec Marina Hands et Hafsia Herzi

Émission de télévision :
- 2012 : Ce soir (ou jamais !), avec Gisèle Halimi, Marina Hands, Hafsia Herzi et Sylvie Thénault (émission en ligne), France 3 (20 mars 2012)